# Wojnowice (Miękinia)

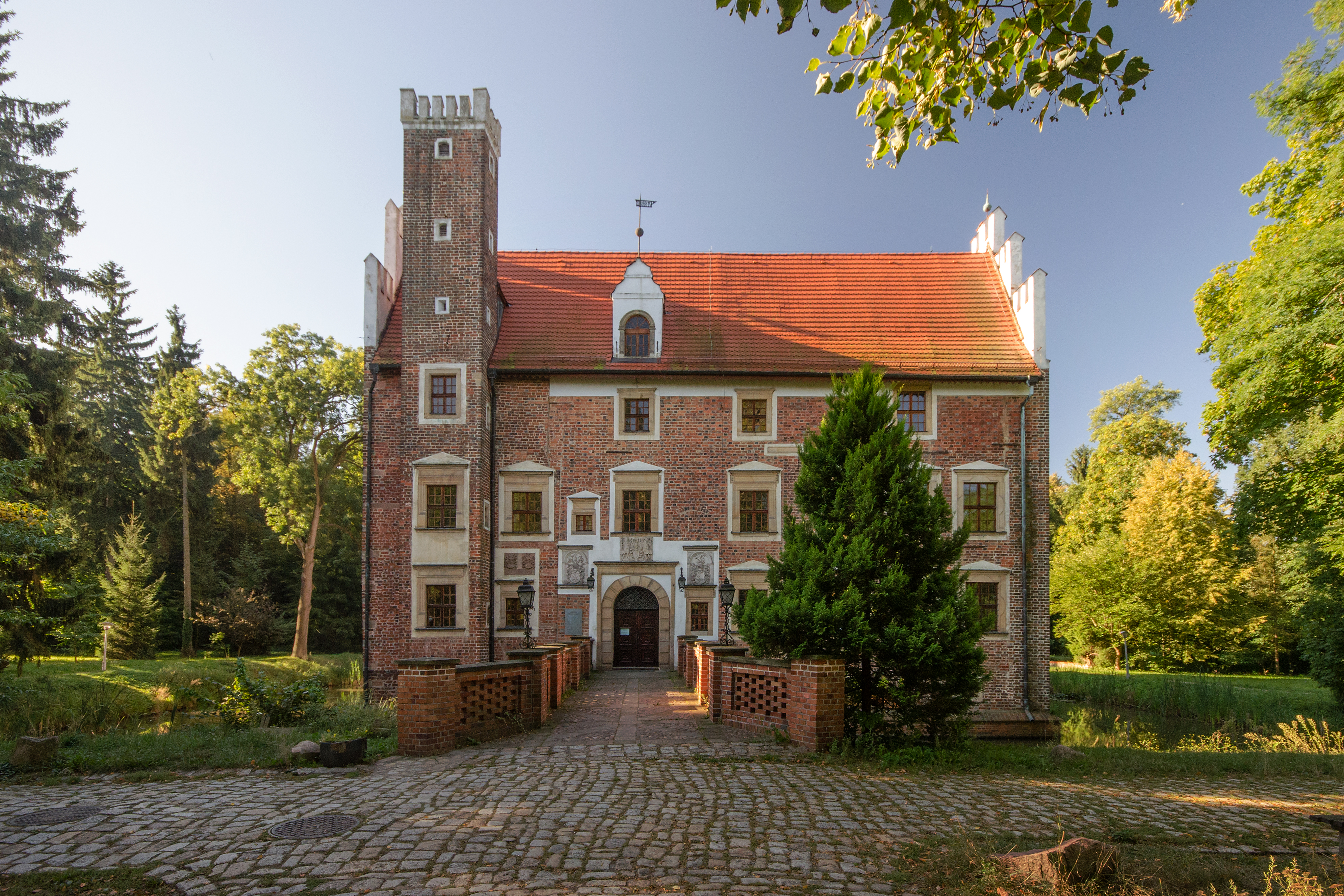
Schloss Wohnwitz

Wojnowice (deutsch: Wohnwitz) ist ein Ort in der Stadt- und Landgemeinde Miękinia (Nimkau) im Powiat Średzki in der Woiwodschaft Niederschlesien in Polen.

## Geschichte
Der Ort wurde 1351 als „Wonowicz“ und 1361 als „Woynowicz“ erwähnt. Besitzer waren u. a. im 17. Jahrhundert die Freiherren von Saurma, im 18. Jahrhundert die Grafen von Maltzahn und 1845 ein Herr Priesemuth. Der Kaufpreis betrug 1831 26.250 Reichsthaler. 1785 zählte Wohnwitz ein herrschaftliches Wohnhaus, ein Vorwerk, ein Kretscham, neun Frei- und sieben Dreschgärtner, fünf andere Häuser, eine Windmühle, 25 Feuerstellen und 139 Einwohner. 1845 waren es 31 Häuser, ein herrschaftliches Schloss, 227 Einwohner (55 katholisch und der Rest evangelisch), evangelische Kirche zu Leuthen, katholische Kirche zu Rippern, eine Windmühle und sieben Handwerker.
Wohnwitz gehörte bis 1945 zum Landkreis Neumarkt. Am 1. April 1939 erfolgte die Eingemeindung zu Nippen. Als Folge des Zweiten Weltkriegs fiel Wohnwitz 1945 mit fast ganz Schlesien an Polen. Nachfolgend wurde es in Wojnowice umbenannt. Die deutsche Bevölkerung wurde – soweit sie nicht schon vorher geflohen war – vertrieben. Die neu angesiedelten Bewohner stammten teilweise aus Ostpolen, das an die Sowjetunion gefallen war.

## Sehenswürdigkeiten
- Schloss Wohnwitz, Wasserschloss aus dem 16. Jahrhundert